# 扎斯塔韋 (捷爾諾波爾區)
49°26′47″N 25°42′15″E / 49.44639°N 25.70417°E

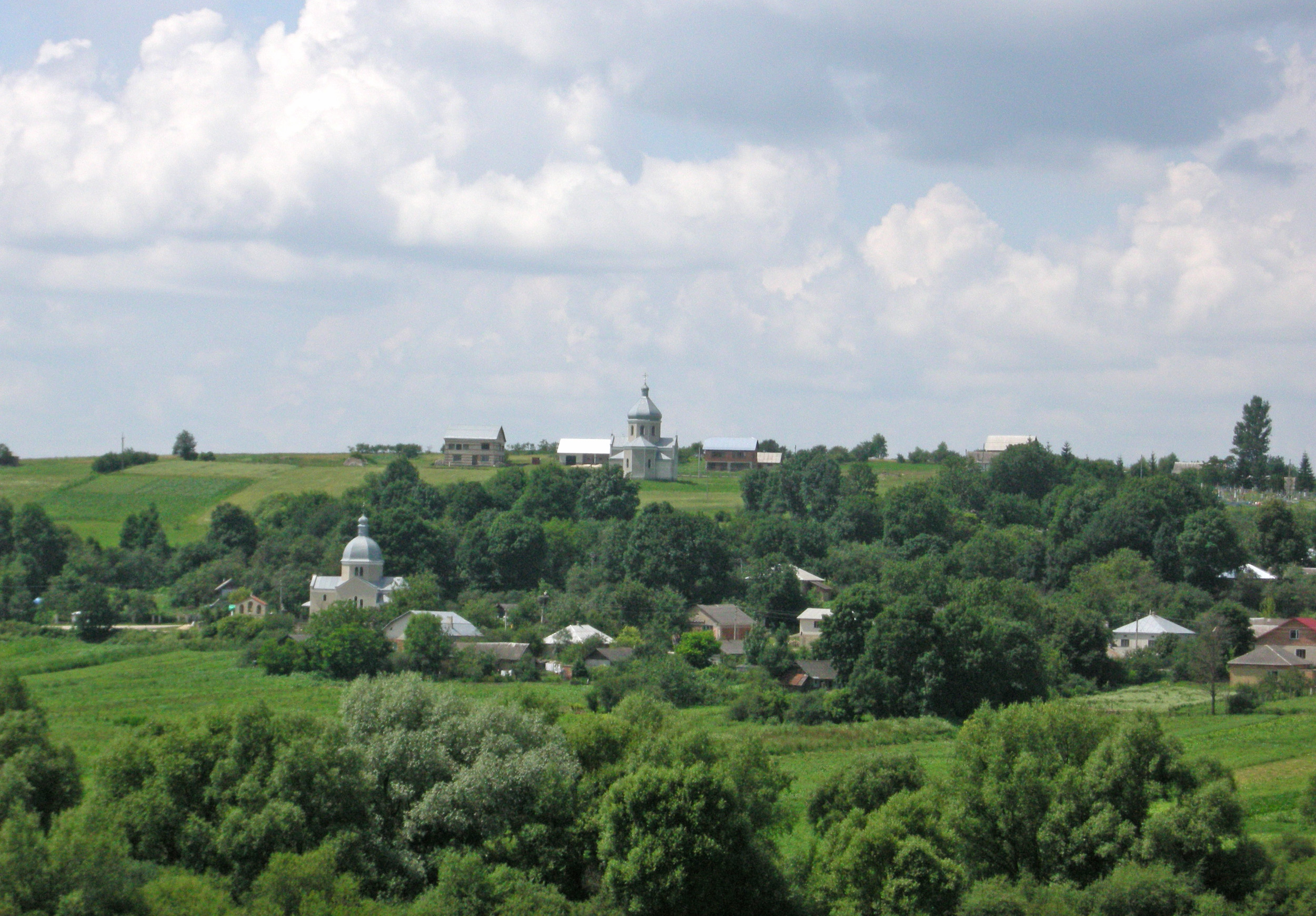

扎斯塔韋（烏克蘭語：Застав'є），是烏克蘭的村落，位於該國西部捷爾諾波爾州，由捷爾諾波爾區負責管轄，面積1.21平方公里，2001年人口447，人口密度每平方公里369.4人。